# GP La Marseillaise 2003
De 24e editie van de GP La Marseillaise werd gehouden op 4 februari 2003 in Frankrijk. De wielerwedstrijd ging over 150,3 kilometer en werd gewonnen door de Belg Ludo Dierckxsens. Hij was de snelste van een oorspronkelijke kopgroep van negen renners. De rest van het peloton kwam op meer dan een half uur binnen en werd daardoor niet opgenomen in de officiële einduitslag.

## Uitslag
| GP d'Ouverture La Marseillaise 2003 |                    |                         |          |
| Plaats                              | Naam               | Ploeg                   | Tijd     |
| Winnaar                             | Ludo Dierckxsens   | Landbouwkrediet-Colnago | 3u32'48" |
| 2                                   | Magnus Bäckstedt   | Team Fakta              | z.t.     |
| 3                                   | Stefano Casagranda | Alessio                 | +00' 07" |
| 4                                   | Andrea Ferrigato   | Alessio                 | z.t.     |
| 5                                   | Pierrick Fédrigo   | Crédit Agricole         | z.t.     |
| 6                                   | Nicolas Portal     | AG2R Prévoyance         | +00' 11" |
| 7                                   | Eddy Seigneur      | Jean Delatour           | +00' 15" |
| 8                                   | Walter Bénéteau    | Brioches La Boulangère  | +00' 26" |
| 9                                   | Franck Renier      | Brioches La Boulangère  | +03' 02" |

1980 · 1981 · 1982 · 1983 · 1984 · 1985 · 1986 · 1987 · 1988 · 1989 · 1990 · 1991 · 1992 · 1993 · 1994 · 1995 · 1996 · 1997 · 1998 · 1999 · 2000 · 2001 · 2002 · 2003 · 2004 · 2005 · 2006 · 2007 · 2008 · 2009 · 2010 · 2011 · 2012 · 2013 · 2014 · 2015 · 2016 · 2017 · 2018 · 2019 · 2020 · 2021 · 2022 · 2023 · 2024 · 2025